# Verkoopbelasting
Verkoopbelasting (sales tax) is een indirecte belasting op de verkoop van goederen en diensten aan consumenten.
Anders dan bij btw wordt verkoopbelasting eenmalig geheven. Alleen bij de verkoop van goederen en diensten aan eindgebruikers wordt door de verkoper verkoopbelasting in rekening gebracht. Bij handelaren die een wederverkoopcerficaat (resale certificate) kunnen tonen, wordt geen verkoopbelasting in rekening gebracht.

## Verenigde Staten
Verkoopbelasting komt voornamelijk voor in de Verenigde Staten. 45 van de 50 staten heffen verkoopbelasting. Vaak worden daarbovenop nog opcenten (opcentiemen) geheven door county's en/of steden. 
Een aantal staten kennen 'tax holidays'. Op enkele dagen in de maand augustus wordt dan geen verkoopbelasting geheven op zaken als kleding, schoolspullen, boeken en computers.